# 不射之射
《不射之射》是上海美术电影制片厂在1988年制作的一部木偶电影，根据中岛敦在《名人传》中的一个故事《不射之射》改编。

## 影片梗概
春秋战国时期，赵国首都邯郸有位名为纪昌的青年，自小就有成为天下第一的神射手的梦想。于是拜当地名射手飞卫为师，飞卫十分赞赏纪昌的射技，称他为“天下闻名的射手”。但纪昌不满意，一心要成为”天下独一无二“的神射手，飞卫告诉纪昌，峨眉山上有位叫做甘绳的大师箭术高超，纪昌便去拜访甘绳大师，并拜其为师。甘绳告诉他，使用弓箭只是“射之射”，不用弓箭却能使苍鹰落地可谓“不射之射”， 纪昌在甘绳处学艺九年后，终于达到了箭术“不射之射”的最高境界。此后回到邯郸 ，他做人的理念也发生了转变……